# 陳緗妮
陳緗妮（1989年6月10日—），別名莉婭，臺灣藝人。2020年創立馬槽音樂。2021年2月，謝和弦宣布將與陳緗妮（莉婭）於同年6月舉辦婚禮。2021年4月15日，在謝和弦生日當天，正式在三重戶政事務所登記結婚。2022年3月16日謝和弦宣布莉婭已懷孕，7月13日謝和弦公佈莉婭肚子裡懷的是女寶寶。

## 電視節目
- 2012 華視【亞洲天團爭霸戰】- Venus
- 20140918 娛樂百分百【舞力爆表大賽】- 春櫻
- 2016 愛奇藝【青島純生鮮活寶貝TS919】

## 舞台劇
- 2012年 全民大劇團《瘋狂偶像劇》
- 2013年 全民大劇團《大紅帽與小野狼：不讓你走ㄆ一ㄢ》

## 音樂作品

### 單曲
| 單曲 | 名稱             | 發行時間      | 發行公司 | 曲目                        |
| ---- | ---------------- | ------------- | -------- | --------------------------- |
| 1st  | 《LIYA MEOW》    | 2018年        | Liya     | 1. Intro 2. MEOW            |
| 2nd  | 《別停》         | 2019年        | 逆流音樂 | 1. 別停                     |
| 3rd  | 《小星星》       | 2020年4月20日 | 康田奎克 | 1. 小星星(ft. 謝和弦)       |
| 4th  | 《キラキラ星》   | 2020年12月5日 | 馬槽音樂 | キラキラ星                  |
| 5th  | 《只要有你和我》 | 2024年        | 馬槽音樂 | 1. 只要有你和我(ft. 謝和弦) |
| 6th  | 《冷》           | 2024年        | 馬槽音樂 | 1. 冷                       |

## 外部連結
- 陳緗妮的Facebook專頁
- 陳緗妮的Instagram帳戶
- 陳緗妮的新浪微博
- YouTube上的陳緗妮頻道